# グナエウス・マッリウス・マクシムス
グナエウス・マッリウス・マクシムス（ラテン語: Gnaeus Mallius Maximus、生没年不詳）は、紀元前2世紀後期の共和政ローマの政務官。紀元前105年に執政官（コンスル）を務めた。

## 出自
グナエウス・マッリウスは殆ど無名のプレブスであるマッリウス氏族の出身であり、先祖に高位官職者がいないノウス・ホモ（新人）である。カピトリヌスのファスティによると、父のプラエノーメン（第一名、個人名）はグナエウスであるが、祖父の名前は刻まれていない。このことから、祖父の時代にはローマ市民権を持っていなかった可能性がある。

## 経歴
紀元前105年に執政官に就任する以前のマッリウスに関しては何も知られていない。ウィッリウス法から逆算して、遅くとも紀元前108年にはプラエトル（法務官）に就任したはずである。紀元前106年末の執政官選挙ではクィントゥス・ルタティウス・カトゥルスに勝利しているが、他の情報が無いために、歴史学者はその理由を見いだせていない。カトゥルスは「優れた威厳のある人物」であり、祖先に執政官がおり、強力なノビレス（新貴族）グループの支持を得ていた。
同僚執政官は、やはりノウス・ホモであるプブリウス・ルティリウス・ルフスであった。マッリウスはガリア・トランサルピナ属州を脅かしたゲルマン人のキンブリ族（言語的にはガリア・ケルト系の可能性もあるが、当時のローマ人はローマとの接触の少ない「野蛮人」をゲルマン人とみなしていた）との戦争の指揮を執ることになった。そこではクィントゥス・セルウィリウス・カエピオが、プロコンスル（前執政官）として、やはり軍を率いていたが、彼は古くからの有力なパトリキ（貴族）であり、カトゥルスの義父であり、マッリウスを嫌っていた。その理由は、義理の息子に選挙で勝ったことが気に食わなかったこと、あるいはパトリキとしての傲慢さが考えられる。本来、前執政官は執政官の指示に従う必要があるが、カエピオはこれが不服であり、後にローマ軍が惨敗する原因となった。
紀元前105年秋、キンブリ族はローヌ川流域へと侵攻してきた。イタリアへの侵入を阻止するため、マッリウスとカエピオの軍はアラウシオ近くのローヌ川両岸に別々に野営していた。キンブリ族がレガトゥス（副司令官）マルクス・アウレリウス・スカウルスが率いる分遣隊を打ち破ったとき、マッリウスはカエピオに書簡を送り、数に勝る敵に対応するために軍を合流させるように懇願した。カエピオはこれには同意しなかったものの、ローヌ川を渡り「怯えている執政官を助けてやる」と部下に豪語したが、戦争をどのように行うかをマッリウスと話し合うことさえ望まず、元老院が国家を守るために共同で行動することを求めて送った使者の話に耳を貸さなかった。さらに兵士達までがカエピオにマッリウスと話すように求め、ようやく会議が実施されたが、それでも状況は改善されなかった。会議の参加者は「憎しみと嫉妬をぶつけ、自身の主張をしただけであった」。
一方でキンブリ族は平和的な意思を示すことにした。彼らはまずマッリウスに、次にカエピオに使節を派遣し、彼らが定住できる土地を求めた。カエピオは使節が最初に自分のところに来なかったことを不快に思い、使節に対して非常に失礼な扱いをした。このため、キンブリ族はその翌日（紀元前105年10月6日）、カエピオの野営地を攻撃した。カエピオの軍は完全に壊滅し、その後、同じ運命がマッリウスの軍にも降りかかった。キンブリ族は両野営地を占領した。同僚執政官のルフスによれば、7万人のローマ兵がこの日に生命を落とした。他の資料では、8万人の兵士と4万人の民間人が遠征に加わっていたがほぼ全滅し、わずか10人が生き残ったという。これらの数字は明らかに誇張されているが、敗北の大きさを物語っている。死者の中にはマッリウスの2人の息子が含まれていた。
この敗北はローマに「大きな悲しみ」を与えるとともに、蛮族がアルプスを越えて移動し、イタリアを破壊するのではないかという「大きな恐怖」を引き起こした。したがって、両将軍はすぐに裁判にかけられた。社会の目には、責任の大部分はカエピオにあったが、マッリウスの無能さもまた明らかであった。そのため、紀元前103年、護民官ルキウス・アップレイウス・サトゥルニヌスによって起訴されたとき、陪審員の大多数は有罪判決に投票した。マッリウスは追放され、その後は不明である。

## 子孫
マッリウス氏族からは、それ以降著名人は出ていない。おそらくマッリウスにはアラウシオで戦死した二人の息子以外に、子供はいなかったようである。

## 参考資料

### 古代の資料
- グナエウス・リキニアヌス『ローマ史』
- カピトリヌスのファスティ
- ティトゥス・リウィウス『ローマ建国史』
- オロシウス『異教徒に反論する歴史』
- マルクス・トゥッリウス・キケロ『神々の本質について』

### 研究書
- Bedian E. Zepion and Norban (Notes on the Decade of 100-90 BC)  // Studia Historica. - 2010. - number X . - S. 162-207 .
- Korolenkov A., Smykov E. Sulla. - M .: Molodaya gvardiya, 2007 .-- 430 p. - ISBN 978-5-235-02967-5 .
- Mommsen T. History of Rome. - Rostov-on-Don: Phoenix, 1997 .-- T. 2. - 640 p. - ISBN 5-222-00047-8 .
- Broughton R. Magistrates of the Roman Republic. - New York, 1951. - Vol. I. - P. 600.
- Münzer F. Mallius // Paulys Realencyclopädie der classischen Altertumswissenschaft . - 1942. - Bd. XIV, 1. - Kol. 909-910.
- Münzer F. Mallius 13 // Paulys Realencyclopädie der classischen Altertumswissenschaft . - 1942. - Bd. XIV, 1. - Kol. 911-912.
- Münzer F. Servilius 49 // Paulys Realencyclopädie der classischen Altertumswissenschaft . - 1923. - Bd. II A, 2. - Kol. 1783-1786.